# Bardylis multiguttatus
Bardylis multiguttatus är en stekelart som först beskrevs av Girault 1915.  Bardylis multiguttatus ingår i släktet Bardylis och familjen växtlussteklar. Inga underarter finns listade.